# Françoise Caillaud
Françoise Caillaud est une actrice française née le 5 septembre 1942 à Cognac.

## Biographie
Françoise Caillaud est la fille du peintre Louis Caillaud d'Angers. Elle obtient le 2e prix de comédie moderne au Conservatoire national supérieur d'art dramatique en 1965. Elle eut comme professeur Jacques Charon.

## Filmographie

### Cinéma
- 1973 : Voyage en Grande Tartarie de Jean-Charles Tacchella
- 1975 : Cousin, cousine de Jean-Charles Tacchella : Peggy
- 1979 : Il y a longtemps que je t'aime de Jean-Charles Tacchella : Andréa
- 1987 : Travelling avant de Jean-Charles Tacchella
- 1990 : Dames galantes de Jean-Charles Tacchella : Victoire
- 1992 : L'Homme de ma vie de Jean-Charles Tacchella
- 2000 : Les Gens qui s'aiment de Jean-Charles Tacchella

### Télévision
- 1964 : Barberine de Georges Folgoas : Kalékaïri
- 1965 : Dom Juan ou le Festin de pierre de Marcel Bluwal : Mathurine
- 1965 : La Maison du passeur de Pierre Prévert : Paulette
- 1966 : Le Philosophe sans le savoir de Jean-Paul Roux : Victorine
- 1966 : Si Perrault m'était conté : Riquet à la houppe de Jean Bacqué
- 1967 : Salle n° 8 de Robert Guez : Anne Badel
- 1967 : L'Amateur ou S.O.S. Fernand (épisode La Princesse russe) de Maurice Delbez
- 1968 : Le Fil rouge[2] de Robert Crible : Dolfi
- 1969 : L'Officier recruteur de Jacques Pierre : Lucy
- 1970 : Le Service des affaires classées (épisode Le Nécessaire en écaille) de Yannick Andréi : Isabelle
- 1979 : Les Amours de la Belle Époque (épisode La Statue volée) de Jean-Paul Roux : Thérèse
- 1982 : Sherlock Holmes de Jean Hennin : Thérèse

## Théâtre

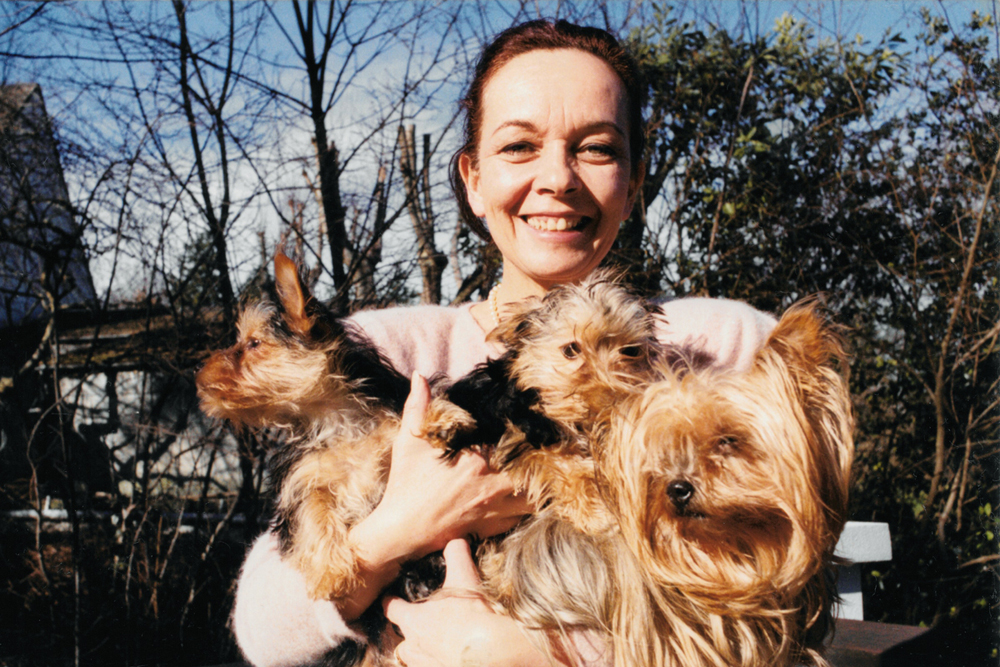
Françoise Caillaud en 1994 avec ses trois yorkshires, Tara, Eden et Eole.

- 1964 : Têtes de rechange de Victor Pellerin, mise en scène de Jean Le Poulain, Théâtre des Bouffes-Parisiens
- 1968 : Fleur de cactus de Pierre Barillet et Jean-Pierre Grédy, mise en scène de Jacques Charon, Les Célestins Théâtre de Lyon
- 1970-1971 : Cher Antoine ou l'Amour raté de Jean Anouilh, mise en scène de Jean Anouilh et Roland Piétri, Tournées Herbert-Karsenty
- 1973 : Le Barbier de Séville de Beaumarchais, mise en scène de Jean Guichard : Rosine
- 1974 : Mademoiselle de Belle-Isle d’Alexandre Dumas, mise en scène de Mario Franceschi
- 1976 : Mangeront-ils ? de Victor Hugo, mise en scène de Mario Franceschi, Théâtre La Bruyère : Lady Janet
- 1976 : Les Deux Gentilshommes de Vérone de William Shakespeare, mise en scène de Mario Franceschi, Hôtel de Sens
- 1980 : Le Gloupe "Attachez vos ceintures" Théâtre Les Blancs Manteaux
- 1980-1981 : Tranches de vie de Gérard Lauzier, mise en scène de Jean-Claude Martin, Théâtre du Point-Virgule : Boubou